# مو سنتنیان
شهر مو سنتنیان (به فرانسوی: مو سنتنیان) در شهرستان سن مریتیم در ناحیه نرماندی علیا با جمعیت ۲۰٬۶۵۹ نفر در کشور فرانسه واقع شده‌است